# Championnat d'Asie masculin de basket-ball 1981
Navigation
Japon 1979 Hong Kong 1983
Le championnat d'Asie de basket-ball 1981 est la onzième édition du championnat d'Asie des nations. Elle s'est déroulée du 10 au 20 novembre 1981 à Calcutta en Inde.

## Classement final
| Position | Équipe       | Bilan |
| -------- | ------------ | ----- |
| 1        | Chine        | 7v-0d |
| 2        | Corée du Sud | 6v-1d |
| 3        | Japon        | 5v-2d |
| 4        | Philippines  | 4v-3d |
| 5        | Inde         | 3v-4d |
| 6        | Malaisie     | 2v-5d |
| 7        | Thaïlande    | 5v-2d |
| 8        | Iran         | 3v-4d |
| 9        | Pakistan     | 3v-4d |
| 10       | Hong Kong    | 2v-5d |
| 11       | Singapour    | 2v-5d |
| 12       | Sri Lanka    | 0v-7d |